# صداها (فیلم ۱۳۸۷)
صداها فیلمی به کارگردانی فرزاد مؤتمن، نویسندگی سعید عقیقی و تهیه‌کنندگی منیژه حکمت و علی واجدسمیعی محصول سال ۱۳۸۷ است. این فیلم در مهر ۱۳۸۸ بر روی پرده سینما رفت.

## خلاصه فیلم
در یک مجتمع مسکونی قتلی اتفاق می‌افتد و هر یک از همسایه‌ها به نحوی درگیر می‌شوند.

## جشنواره‌ها
فیلم صداها در بیست و هفتمین دوره جشنواره فیلم فجر (۱۳۸۷) در ۳ بخش بهترین نقش دوم زن (طناز طباطبایی)، بهترین صدای فیلم (پرویز آبنار) و بهترین طراحی صحنه و لباس (آتوسا قلمفرسایی) کاندیدا این دوره از مسابقات بوده‌است.